# Cleora adustaria
Cleora adustaria là một loài bướm đêm trong họ Geometridae.